# 芬兰广播公司
芬兰广播公司（芬蘭語：Yleisradio Oy，缩写为Yle，2012年以前为YLE），是隶属于芬兰议会之下提供全国性公共广播服务的媒体公司。芬兰政府拥有99.98%的股份，其余股份为包括几家媒体行业公司在内的股东拥有。自2013年起公司运营资金来源于专门的广播税（芬蘭語：yleisradiovero）。
芬兰广播公司开设4个电视频道、6个广播电台、图文电视、以及在yle.fi网站上开设的移动和网络服务。公司的办公和制作地点主要在赫尔辛基和坦佩雷，在全国的其它地区也设有小型的制作单位。

## 历史
芬兰广播公司的前身（O.Y. Suomen Yleisradio – A.B. Finlands Rundradio）在1926年5月29日举行公司成立大会。同年9月9日首次开播广播电台节目，这个日子被视为芬兰广播公司的生日，尽管迟至1928年公司的广播电台节目才能在全国范围内收听到。1934年公司改为国营。
1957年公司开播测试性的电视节目，正式的电视节目在1958年1月1日开通。

## 频道和服务

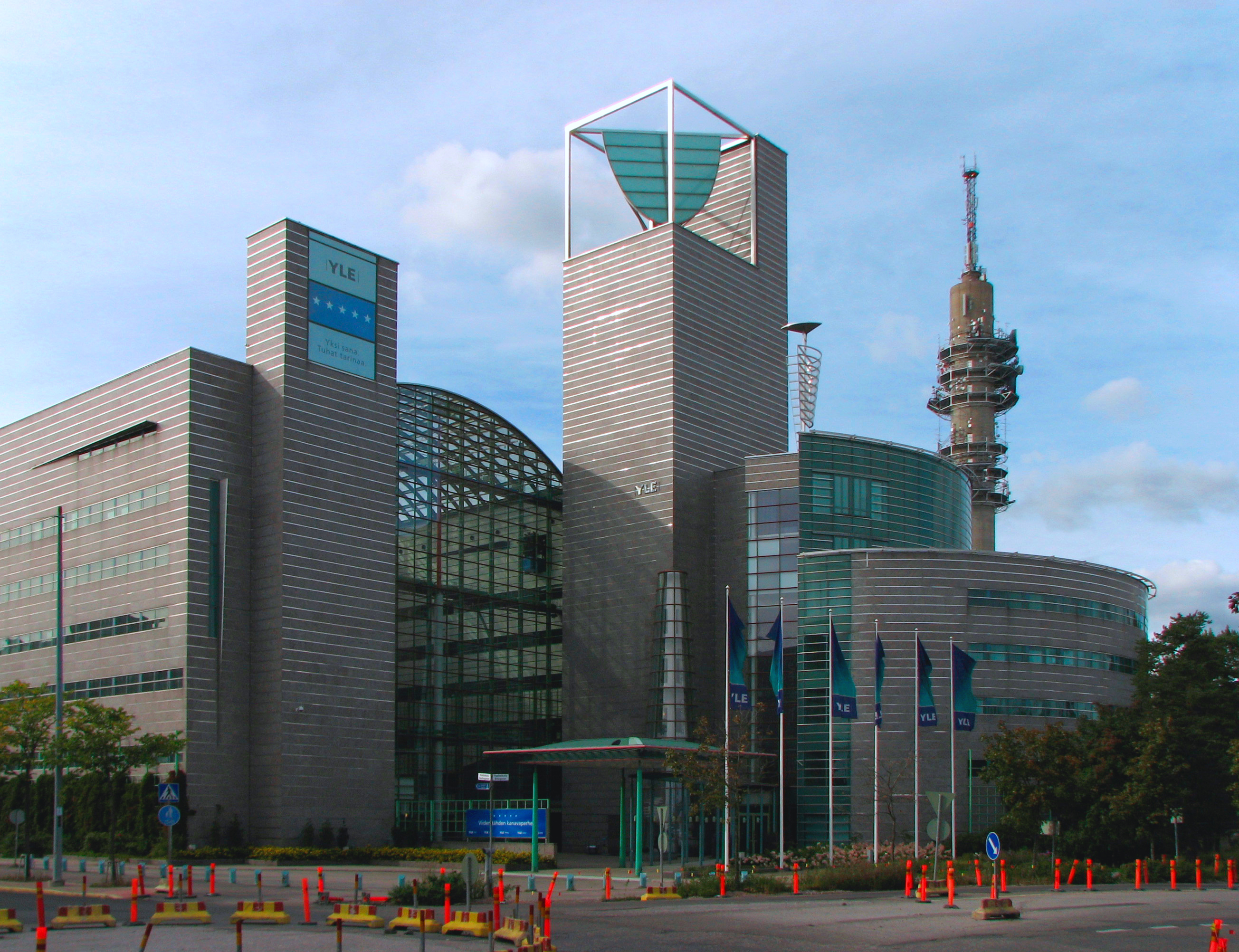
芬兰广播公司位于赫尔辛基Pasila区的办公楼，背后是146米高的电视塔。

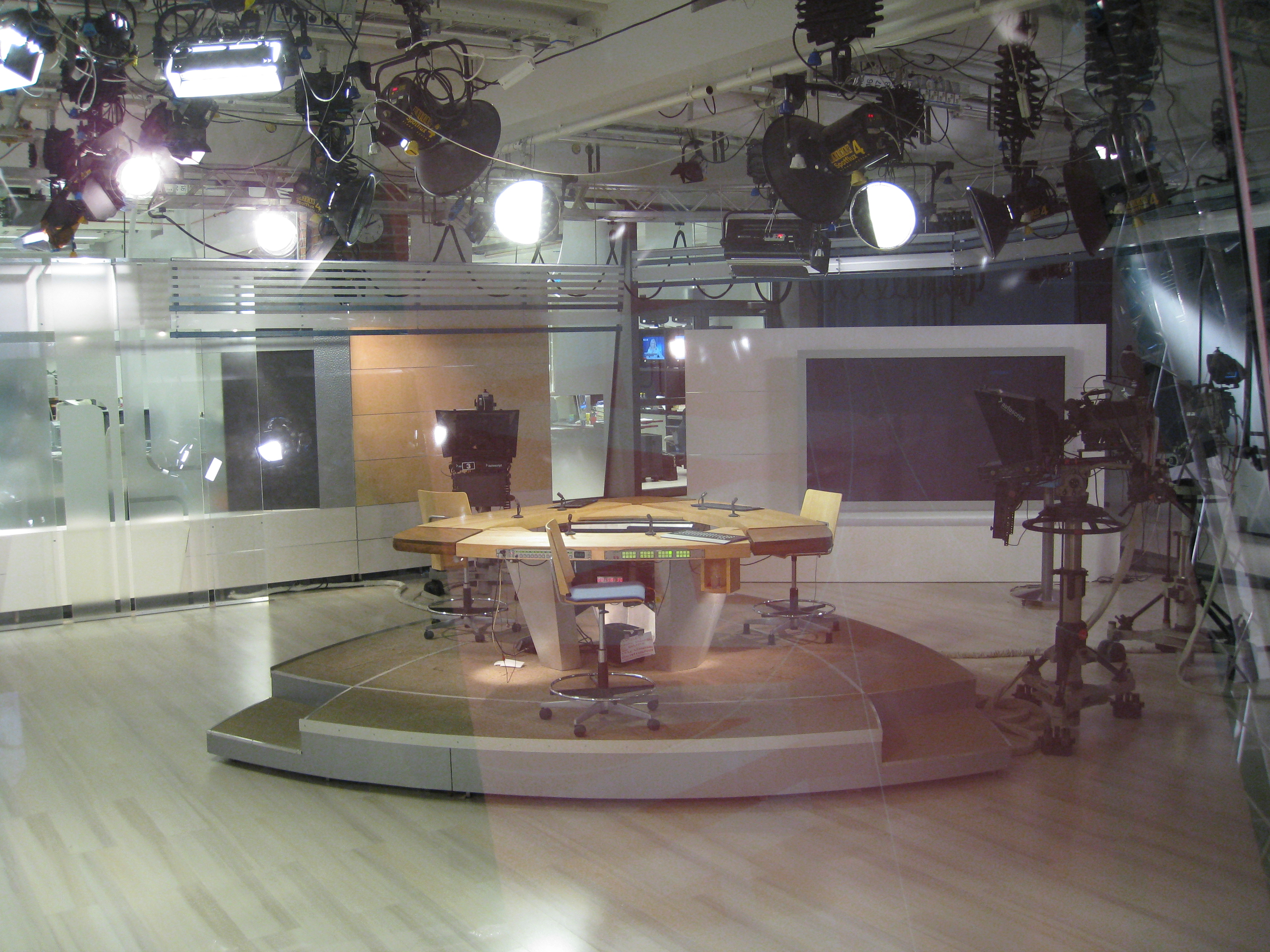
2007-2013年间的新闻演播室。

芬兰广播公司在地面数字电视网络中提供电视和广播频道。地面数字电视网络由芬兰广播公司前子公司Digita Oy拥有。

### 电视
- Yle TV1（高标清同播）
  - 芬兰广播公司俄语新闻
- Yle TV2（高标清同播）
- Yle Teema & Fem（高标清同播）
- TV Finland（向瑞典播出）

### 广播电台
- Radio 1
- 芬蘭電台
- YleX
- Yle Puhe
- X3M
- Yle Radio Vega
- 薩米電台

## 广播税
直至2012年底，芬兰每个家庭里如果有电视机且观看电视节目的话，需要付电视牌照费，2012年时为252欧元一年。这个电视牌照费是按家庭住宅来计算的，因此电视牌照费涵盖住宅内多部电视机（如分别在客厅和卧室）。从2013年起广播税取代了电视牌照费。广播税根据个人收入来计算，大约为每人每年50到140欧元。未成年人和低收入者可以免交广播税。

## 公司标志

1940–1965年间的标志
1965–1990年间的标志
1990–1999年间的标志
1999–2012年间的标志
2012年起的标志